# 3 Gwardyjska Armia

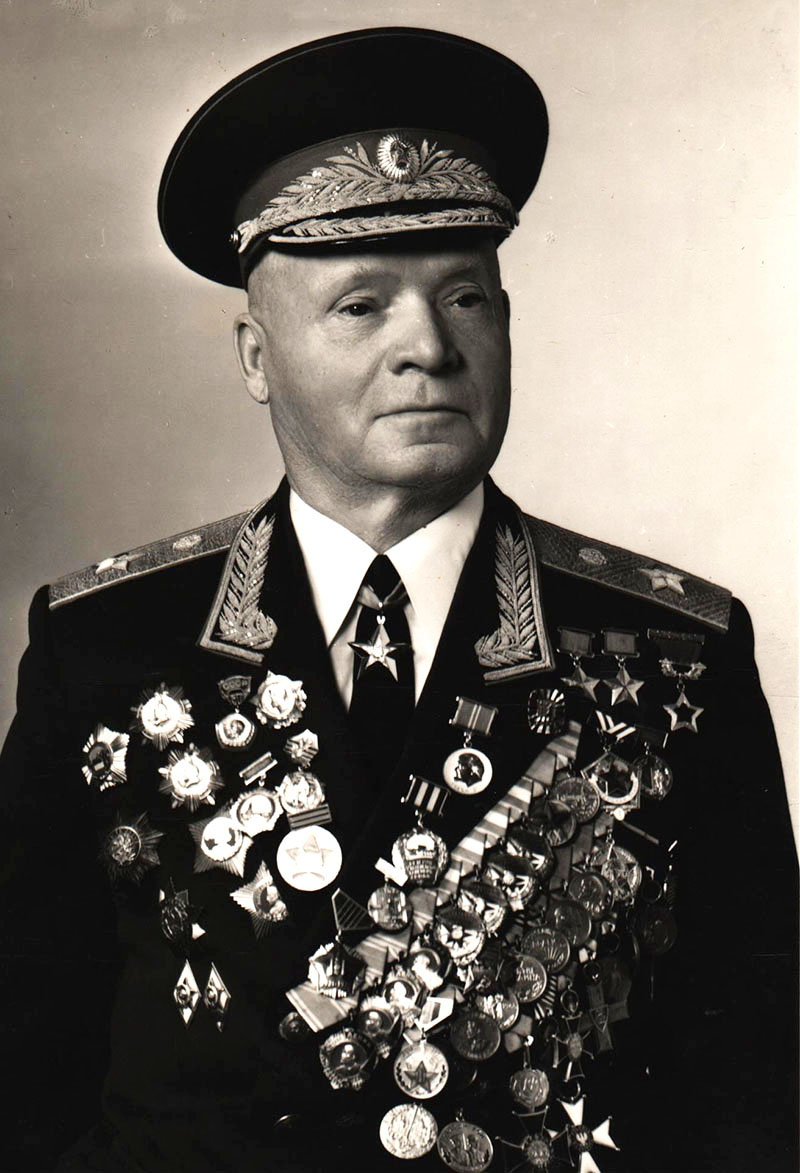
Gen. por. Dmitrij Leluszenko, jeden z dowódców 3 Gwardyjskiej Armii.

3 Gwardyjska Armia, (ros. 3-я гвардейская армия) – związek operacyjny Armii Czerwonej z okresu II wojny światowej.

## Historia
W czasie walk na froncie wschodnim 3 Gwardyjska Armia wchodziła w skład kilku związków operacyjno-strategicznych Armii Czerwonej, w tym 4 Frontu Ukraińskiego. Następnie, będąc w składzie wojsk 1 Frontu Ukraińskiego uczestniczyła w walkach na ziemiach polskich. Dowodzona była przez gen. płk Wasilija Gordowa. Funkcję szefa sztabu pełnił gen. por. Stiepan Lubarskij.
Latem 1944 brała udział w walkach pod Annopolem, a następnie na przyczółku baranowsko-sandomierskim. Z tego przyczółka 12 stycznia 1945 rozpoczęła natarcie w ramach ofensywy zimowej.
Uczestniczyła w walkach o Kielce, które zdobyła 15 stycznia i Głogów który zdobyła 1 kwietnia 1945.
W rejonie Bytomia Odrzańskiego toczyła boje z oddziałami niemieckimi z 1 Armii Pancernej wchodzącej w skład Grupy Armii Środek. Następnie rozwinęła natarcie w kierunku Zielonej Góry. Będąc nadal w składzie 1 Frontu Ukraińskiego uczestniczyła w operacji berlińskiej zajmując pozycję wyjściową nad Nysą Łużycką. Przy Armii działały 3 samodzielne karne kompanie.

## Dowództwo armii
Dowódcy:
- gen. por. Dmitrij Leluszenko (05.12.1942 - 13.03.1943)
- gen. mjr Gieorgij Chietagurow (14.03.1943 - 22.08.1943)
- gen. por. Dmitrij Riabyszew (16.02.1944 - 29.03.1944)
- gen. płk Wasilij Gordow (02.04.1944 - 09.05.1945)[9]

Członkowie Rady Wojennej:
- gen. mjr Iwan Kolesniczenko
- gen. mjr Afanasiej Łopatienko

Szefowie sztabu:
- gen. por. Stiepan Lubarskij
- płk Nikołaj Zielinskij[2]

## Struktura organizacyjna
- 21 Korpus Piechoty
- 76 Korpus Piechoty
- 120 Korpus Piechoty[2]

Skład 16 kwietnia 1945:
- 21 Korpus Piechoty
- 76 Korpus Piechoty
- 120 Korpus Piechoty
- 25 Korpus Pancerny